# Drezdeńskie amen

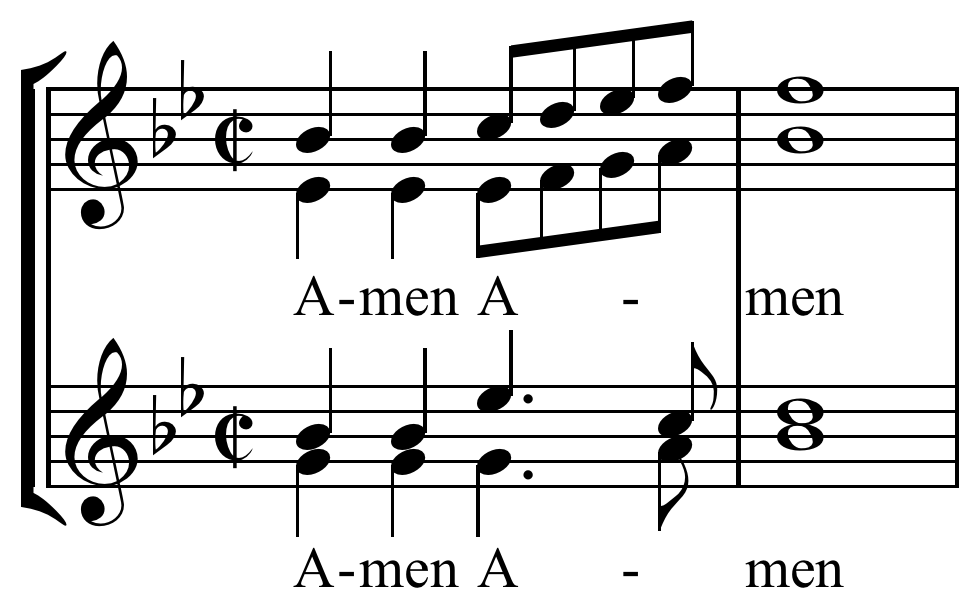
Drezdeńskie Amen

Drezdeńskie amen (Dresden amen) jest sekwencją nut śpiewanych przez chór podczas nabożeństwa w kościele w niemieckim kraju związkowym Saksonii co najmniej od początku XIX wieku. Motyw jest szczególnie związany z miastem Drezno, skąd powstała nazwa Drezdeńskie amen. 

## Kompozycja
Drezdeńskie amen zostało skomponowane przez Johanna Naumanna (1741-1801) na potrzeby kościoła w Dreźnie. Stało się na tyle popularne, że stosowane było w Saksonii zarówno w kościele katolickim, jak i luterańskim. 
Sekwencja jest ważna w zachodniej muzyce poważnej, ponieważ była używana w różnych formach przez kompozytorów od XIX wieku. 

## Zastosowanie w muzyce poważnej
Felix Mendelssohn wykorzystał Drezdeńskie amen w I części w swojej V symfonii. 
Temat został podjęty przez Richarda Wagnera w jego ostatniej operze Parsifal. Wagner pracował w Dreźnie jako kapelmistrz (kapellmeister) w latach 1842-1849, jednak motywu nauczył się prawdopodobnie jeszcze jako chłopiec podczas swojej wizyty w kościele w Dreźnie. Został on włączony do jednej z jego najwcześniejszych oper Das Liebesverbot, a także pojawia się w trzecim akcie opery Tannhäuser.
Anton Bruckner również zastosował Drezdeńskie amen w adagio swojej ostatniej symfonii (IX Symfonii), a Gustav Mahler włączył je do IV części swej I Symfonii oraz ostatniej części II Symfonii.